# Olympische Sommerspiele 1976/Teilnehmer (Barbados)
| Gelbes Symbol für Goldmedaillen mit stilisierten Olympischen Ringen | Graues Symbol für Silbermedaillen mit stilisierten Olympischen Ringen | Braundes Symbol für Bronzemedaillen mit stilisierten Olympischen Ringen |
| ------------------------------------------------------------------- | --------------------------------------------------------------------- | ----------------------------------------------------------------------- |
| —                                                                   | —                                                                     | —                                                                       |

Barbados nahm an den Olympischen Sommerspielen 1976 in Montreal, Kanada, mit einer Delegation von elf Sportlern (neun Männer und zwei Frauen) teil.

## Teilnehmer nach Sportarten

### Leichtathletik
- Pearson Jordan
100 Meter: Vorläufe
4 × 100 Meter: Vorläufe

- Rawle Clarke
200 Meter: Vorläufe
4 × 100 Meter: Vorläufe

- Hamil Grimes
400 Meter: Vorläufe
4 × 100 Meter: Vorläufe
4 × 400 Meter: Vorläufe

- Orlando Greene
800 Meter: Vorläufe
4 × 400 Meter: Vorläufe

- Pearson Trotman
4 × 100 Meter: Vorläufe

- Victor Gooding
4 × 400 Meter: Vorläufe

- Harcourt Wason
4 × 400 Meter: Vorläufe

- Lorna Forde
Frauen, 100 Meter: Vorläufe
Frauen, 400 Meter: Viertelfinale

- Freida Nicholls-Davy
Frauen, 200 Meter: Viertelfinale

### Radsport
- Stanley Smith
Sprint: 4. Runde

- Hector Edwards
1000 Meter Einzelzeitfahren: 18. Platz